# El Ariye
El Ariye este o comună din departamentul Ouad Naga, Regiunea Trarza, Mauritania, cu o populație de 7.496 locuitori.